# Emil Bauch
Emil Bauch (* 1823 in Hamburg; † um 1890 in Rio de Janeiro) war ein im Kaiserreich Brasilien tätiger deutscher Landschafts-, Genre- und Porträtmaler sowie Lithograf und Pädagoge.

## Biografie
Emil Bauch studierte 1842 bis 1844 an der Königlichen Akademie der Künste in München, einer seiner Lehrer war Alois Senefelder. Er stellte seine Werke bei der Berliner Kunstakademie aus. 1845 kam er zurück nach Hamburg.
Im Jahre 1849 kam er nach Brasilien, zunächst nach Recife, wo er einige Stadtansichten erstellte. 1852 erschien sein Album von Lithografien Souvenirs de Pernambuco. 1857 ließ er sich in Rio de Janeiro nieder und eröffnete sein Atelier an der Rua de Rosario 106. Später verlegte er seinen Arbeitsplatz an die Rua de Setembro 72. Im Jahre 1859 beteiligte er sich mit fünf Arbeiten an der Allgemeinen Kunstausstellung (Exposição geral de bellas artes, EGBA) und wurde mit der Silbermedaille ausgezeichnet. 1860 folgte die Goldmedaille der EGBA.

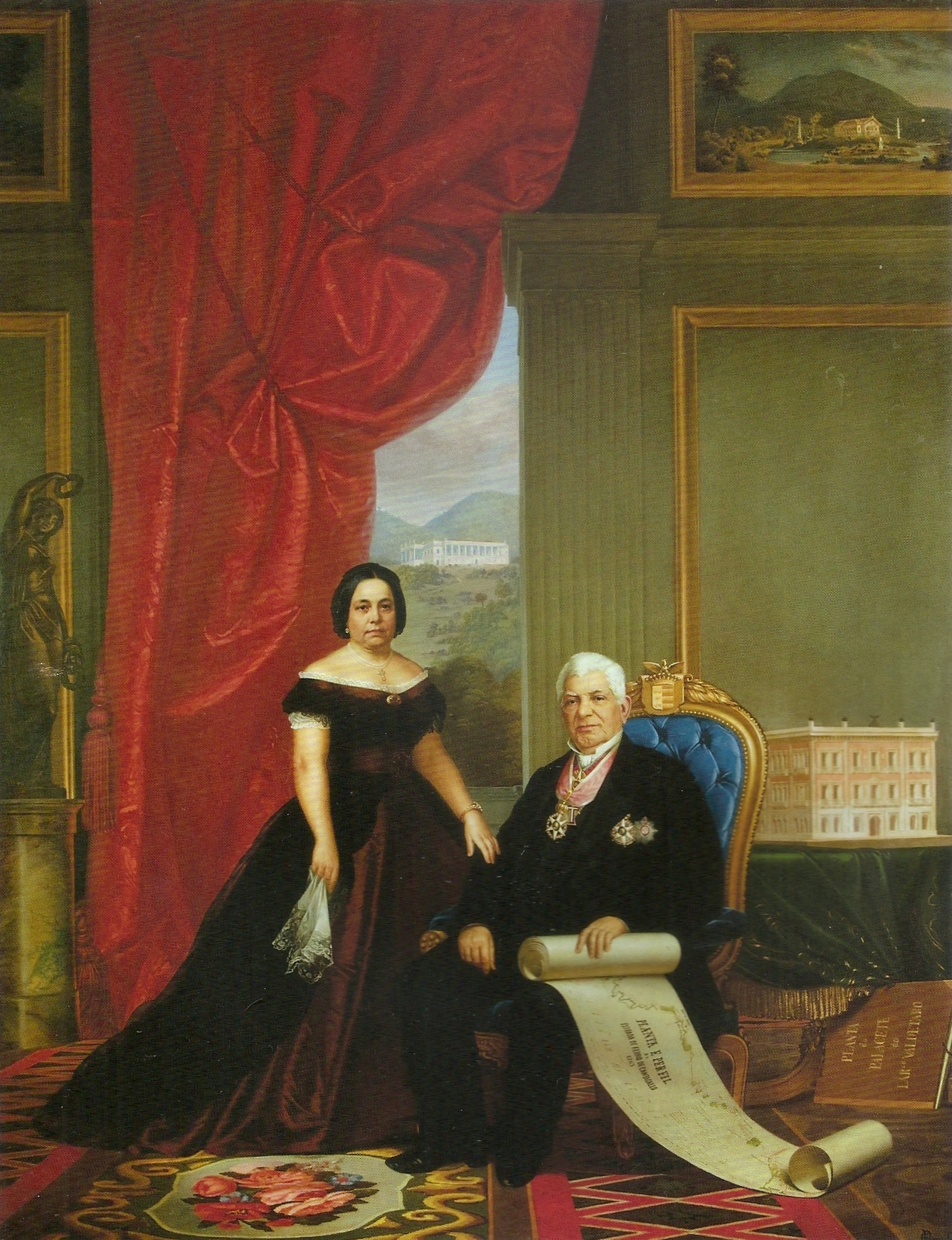
O barão e a baronesa de Nova Friburgo, Öl auf Leinwand, 1867

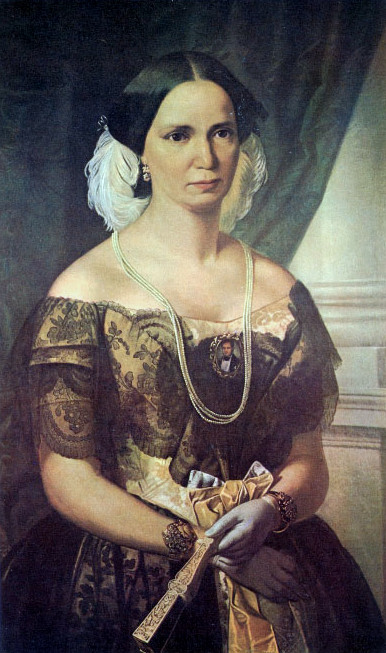
Marquesa do Paraná, 1856, Öl auf Leinwand, Instituto Histórico e Geográfico Brasileiro, Rio de Janeiro

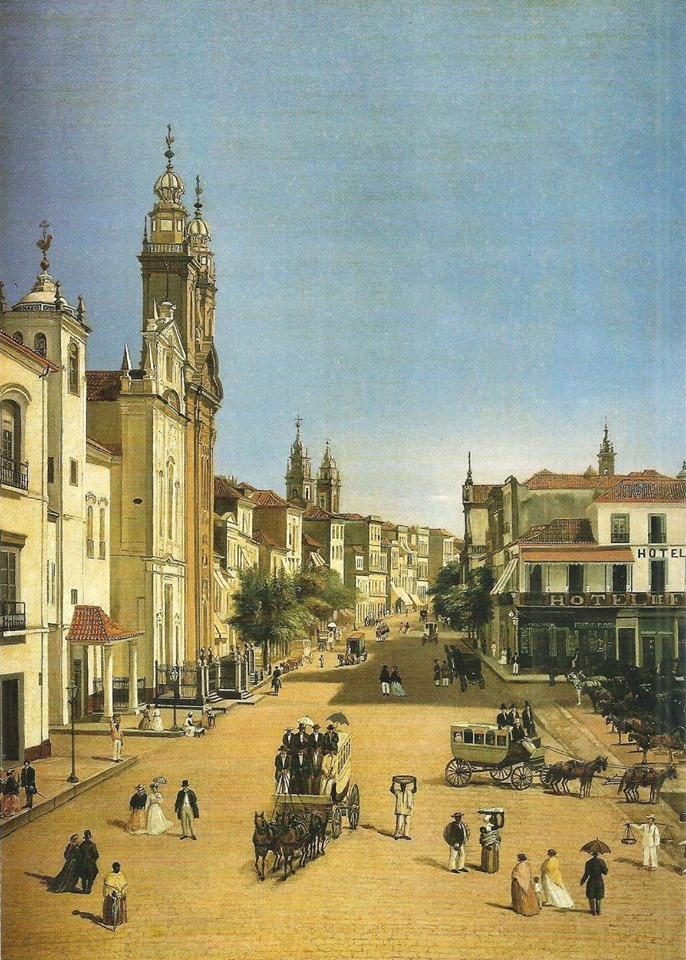
Rua Direita, 1865

1866 eröffnete er mit dem französischen Maler Henri Nicolas Vinet (1817–1876) eine Malschule, in der er Landschaftsmalerei unterrichtete. Gemeinsam hatten sie ein Atelier an der Rua da Quitana 27. Die Zusammenarbeit mit Vinet dauerte bis 1872. 1866 wurde er vom deutschen Architekten Carl Friedrich Gustav Wähneldt (1830–1873) beauftragt, das Palácio Nova Friburgo, auch Palácio do Catete genannt, zu dekorieren. Der Reichtum des Barons von Nova Friburgo basierte auf der Arbeit von mehr als 3000 afrikanischen Sklaven auf dessen Kaffeepflanzungen. 1872 wurde Emil Bauch vom Kaiser Pedro II. mit dem Ritterorden der Rose ausgezeichnet.
1873 schuf Bauch ein lithografiertes Panorama von Rio de Janeiro, das in Wien gedruckt wurde. 1874 stellte er seine Werke in Hamburg aus, wo er auch Mitglied im Hamburger Künstlerverein war. Emil Bauch erkrankte psychisch und kam in eine psychiatrische Heilanstalt, wo er in den 1890er Jahren starb. Eines seiner letzten Werke war das wenig bekannte Porträt des Franz Joseph I.
Mehrere Werke Emil Bauchs sind Kopien seiner Tochter. Sein Schaffen nimmt neben den Werken von anderen ausländischen Künstlern des 19. Jahrhunderts wie Thomas Ender (1793–1875), Jean-Baptiste Debret (1768–1848) und Benno Treidler (1857–1931) einen wichtigen Platz in der Geschichte der Kultur Brasiliens ein.

## Werke
- Album von Lithografien Souvenirs de Pernambuco, 1852
- Panorama von Rio, Blick von Santa Teresa auf die Stadt und die Einfahrt in die Bucht, 1859, Museus Castro Maya, Rio de Janeiro[1]
- Lançamento da Pedra Fundamental da Ermida de Nossa Senhora dos Remédios [in Jacarepaguá], Auftrag: Nicolau Antônio Cosme dos Reis, 1863, Museu Imperial, Petrópolis[1]
- Ansicht der Rua Direita, 1865[1]
- Der Baron und die Baroness von Nova Friburgo, 1867, ehemaliger Palácio do Catete (Museu da República), Rio de Janeiro[1]
- Ansicht der Santa Teresa [in Rio de Janeiro], ca. 1870[1]
- Panorama da cidade do Rio de Janeiro, 1872, Brasilianische Nationalbibliothek, Rio de Janeiro[1]
  - Panorama da cidade do Rio de Janeiro, ca. 73 × 240 cm, Lithografie: Cromolitografia de J. Vogler sob a direcçao de Conrad Grefe, Instituto Artístico Leopold Sommer & Cia., Wien 1873.[1]
- Blick von Gamboa auf die Bucht von Rio, 1887, Instituto Flávia e Frank Geyer Abubakir, Salvador da Bahia[1]

## Ehrungen
- Silbermedaille der Exposição geral de bellas artes, 1859[1]
- Goldmedaille der Exposição geral de bellas artes, 1860[1]
- Imperial Ordem da Rosa, 1872[1]